# Claude Autant-Lara
Claude Autant-Lara (Luzarches, França, 5 de Agosto de 1901 - Antibes, França, 5 de Fevereiro de 2000), foi um cineasta francês.

## Filmografia parcial
- 1920 : L'Homme du large
- 1933 : Ciboulette
- 1936 : The Mysterious Mr Davis
- 1937 : L'Affaire du courrier de Lyon (com Maurice Lehmann)
- 1939 : Fric-Frac (com Maurice Lehmann)
- 1942 : Le Mariage de Chiffon
- 1942 : Lettres d'amour
- 1943 : Douce
- 1946 : Sylvie et le Fantôme
- 1946 : Le Diable au corps
- 1949 : Occupe-toi d'Amélie
- 1951 : L'Auberge rouge (também roteiro)
- 1951 : Les Sept Péchés capitaux
- 1953 : Le Bon Dieu sans confession (também roteiro)
- 1954 : Le Blé en herbe
- 1954 : Le Rouge et le Noir do romance de Stendhal
- 1955 : Marguerite de la nuit
- 1956 : La Traversée de Paris
- 1958 : Le Joueur baseado no livro de Fiódor Dostoiévski
- 1959 : En cas de malheur
- 1959 : La Jument verte
- 1959 : Les Régates de San Francisco
- 1960 : Le Bois des amants
- 1961 : Tu ne tueras point
- 1961 : Le Comte de Monte-Cristo de Alexandre Dumas
- 1961 : Vive Henri IV, vive l'amour
- 1963 : Le Meurtrier
- 1963 : Le Magot de Josefa
- 1965 : Humour noir (sketch La Bestiole)
- 1965 : Journal d'une femme en blanc
- 1966 : Une femme en blanc se révolte
- 1967 : Le Plus Vieux Métier du monde
- 1967 : Le franciscain de Bourges
- 1969 : Les Patates
- 1973 : Lucien Leuwen (TV)
- 1977 : Gloria